# W.E.
W.E. är en brittisk romantisk dramafilm från 2011 i regi av Madonna som tillsammans med Alek Keshishian även skrev manuset. Huvudpersonerna som Wally Winthrop, Kung Edward VIII och Wallis Simpson spelas av Abbie Cornish, Andrea Riseborough och  James D'Arcy.
Vid Oscarsgalan 2012 nominerades W.E i kategorin Bästa kostym. Filmen vann en Golden Globe Award för Bästa sång för låten "Masterpiece".

## Handling
Wally Winthrop hanterar sitt kärlekslösa äktenskap genom att fascineras av en annan kvinnas livsöde nämligen Wallis Simpson. Simpson var den kvinna som Storbritanniens blivande kung Edward VIII gav upp sin tron för. Wally hämtar kraft ur deras kärlekshistoria och ger sig så småningom in i ett förhållande med en man som älskar henne.

## Rollista i urval
- Annabelle Wallis – Arabella Green
- Abbie Cornish – Wally Winthrop
- Natalie Dormer – Elizabeth Bowes-Lyon
- Andrea Riseborough – Wallis Simpson
- James D'Arcy – Kung Edward VIII
- James Fox – Kung Georg V
- Katie McGrath – Lady Thelma Furness
- Laurence Fox – Bertie
- Oscar Isaac – Evgeni
- Richard Coyle – William
- David Harbour – Ernest
- Haluk Bilginer – Mohamed Al-Fayed